# Levinsonita-(Y)
La levinsonita-(Y) és un mineral de la classe dels compostos orgànics. Rep el seu nom en honor d'Alfred Abraham Levinson (1927-2005), professor emèrit de mineralogia de la Universitat de Calgary (Alberta). Levinson va ser iniciador de la nomenclatura utilitzada internacionalment pels elements de terres rares (REE).

## Característiques
La levinsonita-(Y) és una substància orgànica de fórmula química (Y,Nd,La)Al(C₂O₄)(SO₄)₂·12H₂O. Cristal·litza en el sistema monoclínic.
Segons la classificació de Nickel-Strunz, la levinsonita-(Y) pertany a «10.AB - Sals d'àcids orgànics: oxalats» juntament amb els següents minerals: humboldtina, lindbergita, gluixinskita, moolooïta, stepanovita, minguzzita, wheatleyita, zhemchuzhnikovita, weddel·lita, whewel·lita, caoxita, oxammita, natroxalat, coskrenita-(Ce), zugshunstita-(Ce) i novgorodovaïta.

## Formació i jaciments
Va ser descoberta al Parc Nacional de les Grans Muntanyes Fumejants, a Tennessee (Estats Units), l'únic indret on ha estat trobada. Sol trobar-se associada a altres minerals com: zugshunstita-(Ce), epsomita i halotriquita.